# John McGarry
John McGarry, född 1957, är en statsvetare från Nordirland. För närvarande är han professor vid Queens Universitet i Kingston, Ontario. McGarry har skrivit ett flertal böcker om konflikten på Nordirland. Flera av dessa böcker har han skrivit tillsammans med Brendan O'Leary, som han mötte då de båda studerade vid Saint MacNissi’s college. McGarry och O'Leary förespråkar sedan länge så kallad konsociationalism som metod för att lösa konflikten på Nordirland. De är också positiva till långfredagsavtalet. McGarry är gift med statsvetaren Margaret Moore, som är expert på frågor kring nationalism och liberalism.